# Patrice O'Keeffe
Patrice O’Keefe, né le 17 mars 1740 à Castlekelly (Irlande), mort le 4 août 1809 à Grenoble (Isère), est un général irlandais de la Révolution et de l’Empire.

## États de service
Il entre en service le 1er janvier 1760, comme cadet dans le 1er bataillon du 87e régiment d’infanterie, il passe porte drapeau le 6 octobre 1763, sous-lieutenant le 30 décembre 1766 et lieutenant en second le 20 juillet 1777. De 1779 à 1783, il participe à la guerre en Amérique, il est nommé lieutenant en premier le 20 mars 1779, capitaine en second le 21 février 1781, et capitaine commandant le 1er juin 1787.
Le 9 septembre 1792, il devient chef de bataillon, commandant du 1er bataillon du 87e régiment d’infanterie, et de 1792 à 1793, il sert à l’armée du Nord. Il est blessé en novembre 1793, pendant le siège d’Anvers. Il est nommé chef de brigade provisoire le 23 avril 1793, par le général Dampierre, nomination annulé le 4 juin suivant. Il participe au siège de Valenciennes du 25 mai au 28 juillet 1793, et il démissionne en décembre.
Il reprend du service en avril 1795, comme chef de brigade, commandant de la ville et de la citadelle de Besançon le 11 mai 1795. Il est promu général de brigade le 31 mai 1795 à l’Armée de Rhin-et-Moselle. Le 17 avril 1796, il est affecté à la 6e division militaire, et il est réformé le 13 février 1797.
Le 20 février 1798, il devient président du conseil de révision en 6e division militaire. Le 15 juin 1801, il est nommé commandant de la 5e demi-brigade de vétérans, et il est fait chevalier de la Légion d’honneur le 16 février 1804. Le 22 août 1807, il est admis à la retraite.
Il meurt le 4 août 1809, à Grenoble.

## Sources
- (en) « Generals Who Served in the French Army during the Period 1789 - 1814: Eberle to Exelmans »
- Thierry Pouliquen, « Les généraux français et étrangers ayant servis [sic] dans la Grande Armée » (consulté le 14 août 2014)
- (pl) « Napoléon.org.pl »
- « Cote LH/2012/58 », base Léonore, ministère français de la Culture
- Arthur Chuquet, Ordres et apostilles de Napoléon (1799-1815), paris, librairie ancienne Honoré Champion, 1911, p. 114